# Osnovna šola Toneta Čufarja Ljubljana
Osnovna šola Toneta Čufarja je osnovna šola, ki se nahaja v centru Ljubljane na Čufarjevi 11.

## Zgodovina
Šola je bila zgrajena leta 1961. Ustanovila jo je Mestna občina Ljubljana, imenuje pa se po slovenskem pisatelju Tonetu Čufarju.

## Pouk
Pouk poteka v eni izmeni, v osemnajstih oddelkih od 1. do 9. razreda.

## Prostori
- 10 učilnic (namenjenih razredni stopnji)
- 12 specializiranih učilnic (namenjenih predmetni stopnji)
- 2 telovadnici (mala in velika)
- 3 igrišča (rokometno, košarkarsko in malo asfaltno)
- knjižnica
- kuhinja
- 2 jedilnici (mala in velika)

## Sodelovanje
Projekti:
- EKO šola
- Zdrava šola
- Fit Slovenija
- Projekti MOL
- Projekti Pedagoške fakultete

Šole:
- Pedagoška fakulteta
- Filozofska fakulteta
- Fakulteta za šport
- SŠ za računalništvo